# La Dame du Paradis
Pour les articles homonymes, voir Paradis (homonymie) et Heaven.
Pour plus de détails, voir Fiche technique et Distribution.
La Dame du Paradis (The Lady of Heaven) est un film dramatique britannique réalisé en 2021 par Eli King et écrit par le religieux chiite Yasser al-Habib. Le film se présente comme le premier film sur la vie du personnage historique Fatima Zahra, fille du prophète islamique Mahomet et épouse du premier imam chiite Ali ibn Abi Talib.
La Dame du Paradis, interdit dans plusieurs pays et déprogrammé au Royaume-Uni, est accusé par des musulmans de représenter le prophète et d'adopter un point de vue pro-chiite sur la lutte de succession qui suivit sa mort, en 632.

## Présentation
Bien que le titre du film concerne Fatima Zahra, la fille de Mahomet, le film évoque Ali ibn Abi Talib, gendre  du prophète et Abou Bakr As-Siddiq compagnon du prophète et, à travers eux, la question de la succession de Mahomet. Par ailleurs un parallèle contemporain, 1 400 ans plus tard, est donné à cette histoire des origines de l'islam avec l'orphelin Laith, un enfant de Mossoul dont la mère a été exécutée par des membres de l'État islamique car elle a enseigné à son fils une chanson jugée blasphématoire. L'orphelin est adopté par un soldat et la mère de ce  dernier le soutient en lui contant l'histoire de la sainte Fatima Zahra, dont l'exemple doit l'aider à supporter les moments difficiles de sa vie. Au fil du conte, l'enfant apprend l'importance et le pouvoir de la patience.

## Analyses
Le film a été écrit par Yasser al-Habib, religieux musulman chiite et chef spirituel de The Mahdi Servants Union (en). Il évoque notamment la lutte de succession de Mahomet qui permit à Abou Bakr As-Siddiq de prendre le pouvoir. Ce dernier, calife de l'islam et personnage central de l'islam sunnite, est décrit comme un guerrier sanguinaire qui accède au pouvoir par la ruse et la violence .
La Dame du Paradis est le premier film à montrer un « visage » du Prophète Mahomet. Auparavant, il n'existe pas d'acteurs qui ont joué ce personnage religieux. C'est aussi le cas pour des proches du prophète. Néanmoins les visages sont souvent représentés par des rayons de soleil, créés par ordinateur. Cette particularité permet de respecter, selon les auteurs du film, l'interdiction de l'Islam sur la représentation visuelle du prophète Mahomet.
« Les décors et les scènes de combat sont aussi ostentatoires que le parti pris des réalisateurs ».

## Sorties
La Dame du Paradis est interdit en Iran, pays à majorité chiite, en Égypte et au Pakistan, où il est considéré comme « sacrilège ». De même au Maroc, après la condamnation du film par le Conseil supérieur des Oulémas (présidé par Mohammed VI), le centre cinématographique marocain en interdit la diffusion.
Il est diffusé au Royaume-Uni à partir du 3 juin 2022. Certaines personnes, de confession musulmane, protestent contre cette œuvre. Ainsi, 25 manifestants se sont réunis devant un cinéma dans le comté de Lancashire pour s'opposer au film. Alors qu'une pétition signée par 119 000 personnes demande le retrait du film qualifié d'« irrespectueux » et de « raciste », le diffuseur Cineworld décide, dans un souci de sécurité, d'annuler la projection dans l'ensemble des salles concernées. Un pair de la Chambre des Lords qualifie ces annulations comme « désastreuse pour les arts, dangereuse pour la liberté d’expression » .

## Distribution principale
- Denise Black (en) : Bibi
- Gabriel Cartade : Laith Lanrawi
- Ray Fearon : Abou Bakr As-Siddiq
- Mark Anthony Brighton	: Omar
- Oscar Salem : Raed (comme Oscar Garland)
- Albane Courtois : Fatima Lanrawi
- Chris Jarman : Bilal ibn Rabah
- Lucas Bond (en) : Jamal
- Dimitri Andreas : Salman le Perse
- David Katsarava : Abu Sufyan ibn Harb

## À voir